# Олишта
Олишта или Олишча (грч. Μελισσότοπος, до 1926. грч. Χόλιστα) је насељено место у општини Костур у периферији Западна Македонија, Грчка. Према попису из 2021. године било је 150 становника.
Према бугарском географу и историчару, Василу Канчову, у Олишту је 1900. године живело 390 Словена хришћана. Македонски историчар Тодор Симовски, 1998. године наводи да су Олишта словенско насеље.